# Kaszówka (obwód wołyński)
Kaszówka (ukr.  Кашівка) – dawniej miasteczko obecnie wieś na Ukrainie w rejonie kowelskim obwodu wołyńskiego.
W Kaszówce mieszkali Fedor i Kateryna Bojmistruk, którzy w 2021 zostali wyróżnieni Medalem Virtus et Fraternitas za uratowanie polskiego dziecka podczas rzezi wołyńskiej.

## Zabytki
- rezydencja – wybudowana przez Kaszowskiego, pod koniec XIX w. własność hr. Worcellów[2].